# Malé pliesko
Malé pliesko (také Malé Krivánske pliesko nebo Malé Važecké pliesko) je ledovcové jezero ve Važecké dolině, a to v její nejvyšší části nazývané Zadný handel, ve Vysokých Tatrách na Slovensku. Má rozlohu 0,15 ha. Dosahuje maximální hloubky 2,8 m a objemu 1574 m³. Leží v nadmořské výšce 2013 m.

## Vodní režim
Pleso nemá žádný povrchový přítok ani odtok. Sbírá vodu z okolních svahů a skal a ta odtéká pod povrchem, aby dala o něco níže v údolí vzniknout Bielému Váhu.

## Okolí
Severozápadně od něj se ve vzdálenosti 50 m nachází Zelené pleso Krivánske. Na západě se pak od hladiny jezera zvedá vlastní masív Kriváně.

## Přístup
K plesu vedla turistická značka od Jamského plesa, ale z důvody ochrany přírody byla zrušena. V současnosti je pleso veřejnosti nepřístupné.